# Diospyros longipedicellata
Diospyros longipedicellata är en tvåhjärtbladig växtart som beskrevs av Paul Lecomte. Diospyros longipedicellata ingår i släktet Diospyros och familjen Ebenaceae. Inga underarter finns listade i Catalogue of Life.